# Konstanca Sicilska
Konstanca I. Sicilska je bila od leta 1194 do 1197 z možem Henrikom VI. in leta 1198 s sinom Friderikom II.  kraljica Sicilije in cesarica žena Svetega rimskega cesarstva, * 1154, Palermo, Kraljevina Sicilija, † 27. november 1198, Palermo, Kraljevina Sicilija.
Konstanca je bila edina dedinja Sicilskega kraljestva, ker so vsi njeni  polbrati umrli. Zaradi zlovešče prerokbe se je poročila šele pri tridesetih letih. Kmalu potem, ko je postala cesarica Svetega rimskega cesarstva, je bila vpletena v nasledstveno vojno proti svojemu nezakonskemu nečaku Tankredu za sicilski prestol. Med vojno je bila ujeta in nato pobegnila. V zgodovini Svetega rimskega cesarstva sta bili ujeti le dve cesarici. Druga je bila njena tašča, cesarica Beatrika.
Tik pred prevzemom sicilskega prestola je pri več kot 40 letih rodila svojega edinca  Friderika in s tem nadaljevala krvno linijo tako Svetega rimskega cesarstva kot Sicilskega kraljestva.
Po smrti svojega moža se je v korist svojega sina odpovedala prestolu Svetega rimskega cesarstva, vendar se je še vedno razglašala za vdovo Svetega rimskega cesarstva. Komaj leto kasneje je umrla. Skrb za svojega mladoletnega sina je prepustila papežu Inocencu III.